# Phaeophilacris congoana
Phaeophilacris congoana är en insektsart som beskrevs av Lucien Chopard 1952. Phaeophilacris congoana ingår i släktet Phaeophilacris och familjen syrsor. Inga underarter finns listade i Catalogue of Life.